# Unfallfürsorge
Die Unfallfürsorge in Deutschland ist Teil des deutschen Versorgungsrechts. Sie entspricht von ihrer Funktion der gesetzlichen Unfallversicherung der Arbeitnehmer.
Ein Beamter, Soldat oder Richter hat Anspruch auf Unfallfürsorge, wenn er einen Dienstunfall erleidet. Für Bundesbeamte und Richter des Bundes ist dieser in § 31 Beamtenversorgungsgesetz geregelt, für Soldaten in § 27 Abs. 2 Soldatenversorgungsgesetz und für Landesbeamte in den jeweiligen Landesversorgungsgesetzen.
Beamte stehen auch auf Dienstgängen, Dienstreisen sowie der Weg zwischen Dienststelle und Wohnung unter dem Schutz der Unfallfürsorge. 